# Catocala maccvoodi
Catocala maccvoodi là một loài bướm đêm trong họ Erebidae.